# Marcin Gortat

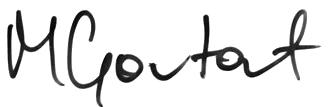
Podpis Marcina Gortata

Marcin Janusz Gortat (ur. 17 lutego 1984 w Łodzi) – polski koszykarz występujący na pozycji środkowego, reprezentant Polski. Jedyny Polak w historii NBA, który awansował do jej finału.

## Początki kariery
Początkowo uprawiał piłkę nożną i lekkoatletykę, osiągając lokalne sukcesy – w 2000 został mistrzem Łodzi w skoku wzwyż, a w 2001 z drużyną piłkarską ŁKS Łódź zdobył mistrzostwo regionu łódzkiego. Karierę koszykarską rozpoczął dopiero w wieku 18 lat. Po kilku miesiącach od debiutu dostał powołanie do kadry Polski U-20, w której rozegrał 10 meczów. Podczas turnieju we Francji został dostrzeżony przez skautów klubu Rhein Energie Köln i w 2003 trafił do Niemiec. W klubie z Kolonii występował do 2007, zdobywając w 2005 mistrzostwo kraju i trzykrotnie puchar krajowy. Występował także na parkietach Euroligi.

## Występy w NBA

### Draft
28 czerwca 2005 w nowojorskiej Madison Square Garden wziął udział w drafcie NBA i został wybrany w II rundzie z numerem 57. przez Phoenix Suns (z Dallas Mavericks przez New Orleans Hornets). Nowy klub szybko oddał go jednak do Orlando Magic.

### Orlando Magic (2008–2010)
W rozgrywkach NBA zadebiutował 1 marca 2008 przeciwko New York Knicks (118:92), przebywając na boisku przez 2 minuty i 21 sekund, zdobywając 2 punkty, zaliczając zbiórkę i faul. 5 marca 2008 w meczu z Washington Wizards Gortat zdobył 4 punkty oraz miał dwie zbiórki w ataku. W ostatnim meczu sezonu zasadniczego, 16 kwietnia 2008, zagrał 28 minut, zdobył 12 punktów oraz 11 zbiórek.
W sumie Gortat w sezonie zasadniczym pojawił się na parkiecie w 6 meczach grając średnio ponad 6 minut, podczas których notował na swoim koncie średnio 3 punkty i niecałe 3 zbiórki. Znalazł się w składzie Orlando na decydujące o mistrzostwie rozgrywki play-off.

#### Play-off 2007/2008
Pierwszy występ Marcina Gortata w fazie play-off NBA miał miejsce 22 kwietnia 2008. Gortat rozegrał 4 minuty w wygranym jednym punktem meczu z Toronto Raptors. Podczas tych 4 minut nie oddał rzutu, miał jedną ofensywną zbiórkę. W przegranym meczu nr 3 z Toronto Gortat oddał jeden rzut z gry (celny). W meczu nr 4 w ciągu 10 minut Gortat nie oddał rzutu, zaliczając jedną zbiórkę w obronie, a Orlando mecz wyraźnie wygrało. W meczu nr 5 w ciągu 4 minut zanotował jedną zbiórkę, a Orlando Magic pokonało Toronto Raptors, kończąc serię wynikiem 4:1 i awansując do półfinału Konferencji Wschodniej.
W półfinale Konferencji Wschodniej Orlando Magic spotkało się z Detroit Pistons. W pierwszym, przegranym przez Magic, meczu drugiej rundy Gortat zagrał 13 minut, notując 2 punkty, 2 zbiórki oraz blok na Chaunceyu Billupsie. W drugim meczu z Detroit Gortat nie grał. W meczu numer 3 Marcin Gortat zagrał 4 minuty, podczas których zanotował 2 punkty, zbiórkę w ataku oraz 2 bloki. W meczu numer 4 Gortat zagrał 3 minuty, notując 4 punkty, blok i zbiórkę w obronie. W meczu numer 5 Gortat pojawił się na boisku na 4 minuty, zanotował zbiórkę w obronie oraz faul. Magic przegrało serię 1:4.
W play-offach wystąpił w ośmiu meczach, średnio po 6 minut, podczas których notował 1,3 punktu oraz 1 zbiórkę na mecz. W ostatnich spotkaniach Magic reprezentant Polski znalazł się w rotacji przed Adonalem Foyle'em, wywalczając sobie pozycję pierwszego zmiennika Dwighta Howarda.

#### Liga letnia 2008
Latem 2008 wziął udział w lidze letniej w barwach Orlando Magic. Podczas 2008 Orlando Pro Summer League został wybrany do drugiej piątki turnieju (12,8 punktu, 8,6 zbiórki, 2,4 bloku na mecz).

#### Sezon 2008/2009
Sezon 2008/2009 zaczął jako pierwszy zmiennik graczy podkoszowych. Szybko jednak przegrał rywalizację z Tonym Battie i grywał jedynie w końcówkach rozstrzygniętych już spotkań. Przełom nastąpił w meczu z Phoenix Suns – dzięki kontuzji lidera Orlando Magic i czołowego centra ligi Dwighta Howarda – kiedy to zmieniający go Gortat zdobył 8 punktów (3/4 z gry, 2/2 z wolnych), 6 zbiórek oraz blok, a przede wszystkim pracował w obronie utrudniając grę zawodnikowi Phoenix Suns – Amar’e Stoudemire.
13 grudnia 2008, jako pierwszy Polak w historii, rozpoczął mecz w pierwszej piątce zespołu NBA. Orlando wygrało z Utah Jazz 103:94. Gortat w ciągu 30 minut zdobył 4 punkty, 4 zbiórki, 4 bloki oraz przechwyt i udanie powstrzymywał centra Jazz Turka Mehmeta Okura (2/12 z gry).
15 grudnia 2008 ponownie pojawił się w pierwszej piątce Orlando Magic w meczu z Golden State Warriors. Podczas 28 minut spędzonych na parkiecie zanotował 16 punktów (7/13 z gry, 2/2 z wolnych) oraz 13 zbiórek, 3 bloki i asystę, a Orlando pokonało Golden State Warriors 109:98.
Osiągnięcia Marcina Gortata na koniec sezonu zasadniczego: 63 rozegrane mecze, w tym 3 w pierwszej piątce (12,6 minuty na mecz), 239 zdobytych punktów (3,8 na mecz), 286 zbiórek (4,5 na mecz), 53 bloki (0,8 na mecz), 4 double-doubles.
30 kwietnia 2009 Gortat po raz pierwszy wyszedł w pierwszej piątce w fazie playoff w meczu 6. przeciwko 76ers, zastępując zawieszonego Howarda. Zaliczył wtedy 11 punktów, 15 zbiórek, 4 przechwyty i 2 asysty w ciągu 40 minut, a Magic wyeliminował 76ers. W play-offach 2009 Magic z Marcinem Gortatem w składzie pokonali kolejno Philadelphia Sixers 4-2, Boston Celtics 4-3 i Cleveland Cavaliers (z LeBronem Jamesem) w finale Konferencji Wschodniej 4-2, aby dotrzeć do finałów NBA 2009. W finale Magic przegrali 1-4 z Los Angeles Lakers, a Gortat wystąpił we wszystkich pięciu meczach, jako pierwszy i, jak na razie, jedyny Polak w historii.

#### Sezon 2009/2010
Z końcem fazy play-off wygasł dotychczasowy kontrakt z Orlando Magic. Już na samym początku okna transferowego w NBA do agenta Gortata zgłosił się prezes klubu Houston Rockets oferując zarobki na poziomie 5 milionów dolarów. Wstępny kontrakt Gortat podpisał jednak z zespołem Dallas Mavericks. Po tygodniu Orlando Magic wyrównało złożoną przez Mavericks ofertę opiewającą na 34 mln dolarów za pięć lat, doprowadzając do przedłużenia kontraktu z Gortatem.
W trakcie sezonu pełnił rolę etatowego zmiennika Dwighta Howarda, ani razu nie wychodząc w pierwszej piątce, ale zaliczając aż 81 meczów. Statystyki na koniec sezonu: 81 rozegranych meczów (13,4 minuty na mecz), 293 zdobytych punktów (3,6 na mecz), 341 zbiórek (4,2 na mecz), 70 bloków (0,9 na mecz). Drużyna dotarła do finału konferencji, gdzie przegrała z Celtics 2-4.

### Phoenix Suns (2010–2013)

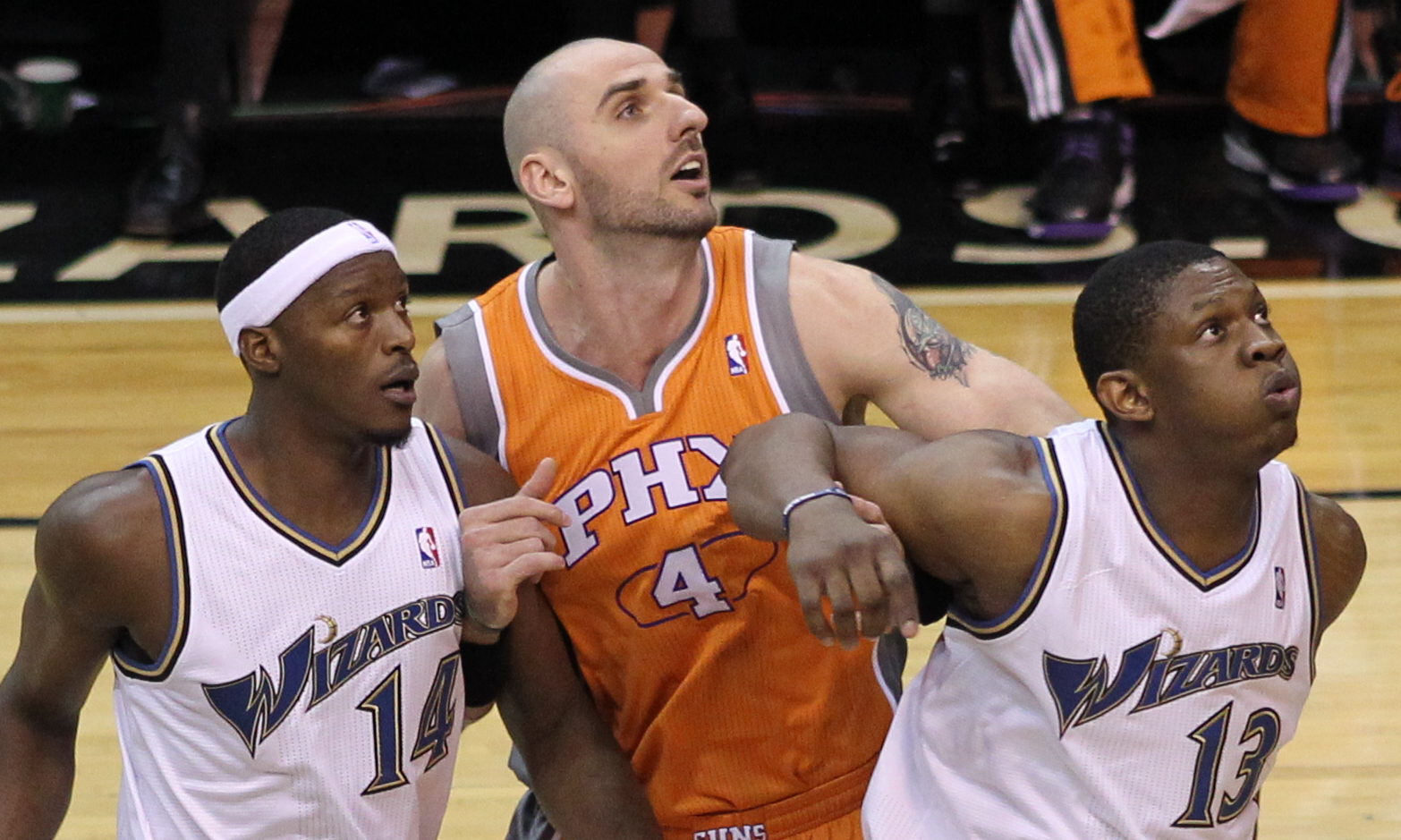
Marcin Gortat (w środku) w barwach Phoenix Suns w meczu z Washington Wizards 21 stycznia 2011. Obok Al Thornton i Kevin Séraphin

18 grudnia 2010 roku Gortat uczestniczył w wymianie między Magic a Suns. Do klubu z Arizony razem z Gortatem przeszli Vince Carter i Mickael Pietrus, natomiast w odwrotną stronę Jason Richardson, Hedo Türkoğlu oraz Earl Clark.
Polak zadebiutował w drużynie Suns 23 grudnia 2010 w meczu przeciwko Miami Heat, przebywając na parkiecie przez 18 minut; w tym czasie rzucił 4 punkty (d2 z 5 rzutów z gry), zaliczył 4 zbiórki oraz 2 faule. Drugi występ w drużynie „Słońc” rozegrał 26 grudnia w przegranym 103:108 meczu przeciwko Los Angeles Clippers; spędził na boisku 27 minut, zdobył 11 punktów i miał 5 zbiórek i 1 blok. 19 stycznia 2011, w meczu z Cleveland Cavaliers zdobył swoje pierwsze double-double w barwach klubu z Phoenix, notując 16 punktów i 12 zbiórek. Gortat 30 stycznia w meczu z New Orleans Hornets pobił swój rekord sezonu oraz występów w NBA ustanowiony zaledwie 2 dni wcześniej z Boston Celtics (19 punktów oraz 17 zbiórek) zdobywając 25 punktów będąc zarazem rezerwowym w tym meczu. Ponadto Gortat zebrał 11 piłek i zaliczył kolejne double-double.
6 marca 2013 podczas meczu z Toronto Raptors doznał kontuzji prawej stopy, która wyeliminowała go z gry na resztę sezonu.
W trakcie gry Gortata w Phoenix Suns drużyna ani razu nie wystąpiła w play-offach.

### Washington Wizards (2013–2018)
25 października 2013 Gortat razem z Shannonem Brownem, Malcolmem Lee i Kendallem Marshallem zostali wymienieni do Washington Wizards za Emekę Okafora i chroniony wybór w pierwszej rundzie draftu 2014. W sezonie 2013/14 wystąpił w 81 meczach, jedynie w pierwszym z nich wystąpił w roli rezerwowego. Znalazł się na 9. miejscu zarówno wśród zbierających jak i blokujących całego sezonu. Uzyskał 37 double-doubles.
Wizards z Gortatem w składzie zajęli 5. miejsce w konferencji wschodniej i zakwalifikowali się do Playoffs po raz pierwszy od 6 lat. W pierwszej rundzie zmierzyli się z Chicago Bulls, rywalizację wygrali 4:1. W drugiej rundzie play-offów naprzeciw nim stanęli gracze Indiany Pacers. 13 maja 2014 w piątym meczu rywalizacji Gortat ustanowił rekord kariery play-offów pod względem punktów, zdobywając ich 31, miał ponadto 16 zbiórek. Washington przegrali z Indianą 2:4.
10 lipca 2014 podpisał nowy 5-letni kontrakt z Wizards wart 60 milionów dolarów.
Podczas występów w Wizards drużyna z Gortatem w składzie czterokrotnie występowała w fazie play-off, w sezonach: 2013-2014 (2. runda), 2014-2015 (2. runda), 2016-2017 (2. runda), 2017-2018 (1. runda).

### Los Angeles Clippers (2018–2019)
26 czerwca 2018 Gortat trafił do Los Angeles Clippers w zamian za Austina Riversa. W Clippers wystąpił w 47 meczach, w tym w 43 w pierwszej piątce, grając przeciętnie 16 minut; statystyki za ten rok: 5,0 punktów, 5,6 zbiórek, 1,4 asyst, 0,5 bloków.
7 lutego 2019 ogłoszono jego zwolnienie z drużyny poprzez wykupienie kontraktu przez klub. Ostatni mecz na parkietach NBA Marcin Gortat rozegrał 5 lutego 2019 w wygranym meczu przeciwko Charlotte Hornets, w czasie 13 minut nie zdobył punktu, miał 7 zbiórek i 1 asystę. Po roku nieobecności na amerykańskich parkietach, na początku 2020 zawodnik ogłosił zakończenie kariery. Na parkietach NBA Marcin Gortat zarobił ponad 95 milionów dolarów.

## Kariera reprezentacyjna

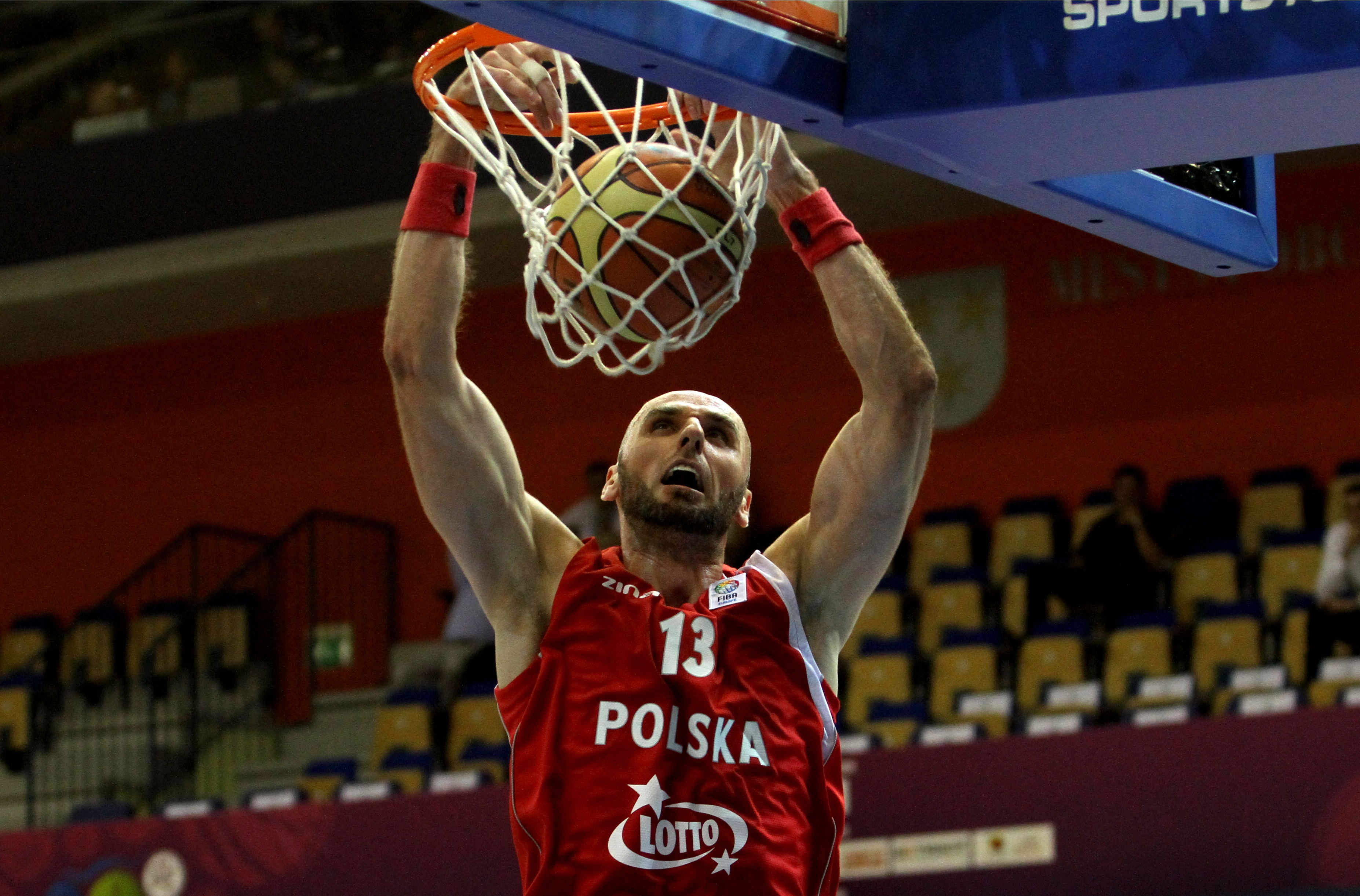
Gortat grający w reprezentacji Polski podczas Mistrzostw Europy w 2013 roku

Na zgrupowanie reprezentacji Polski seniorów został po raz pierwszy powołany przez selekcjonera Andrzeja Kowalczyka, a w biało-czerwonych barwach zadebiutował w wieku 20 lat – 13 sierpnia 2004 we Wrocławiu, w wygranym 84:59 towarzyskim meczu z Portugalią, w którym zdobył 5 punktów. W roku 2004, w eliminacjach do Mistrzostw Europy 2005 rozegrał 2 spotkania (średnia 5,5 min. i 2 pkt. na mecz). W 2005 rozegrał 6 spotkań w ramach rundy wstępnej kwalifikacji do Mistrzostw Europy 2007. W zasadniczej fazie eliminacji do tego turnieju oraz w samych mistrzostwach już nie wziął udziału. W 2009 był jej podporą podczas ME 2009. W sumie wystąpił w niej do tej pory w 63 meczach (stan na 23 sierpnia 2013).

## Życie prywatne

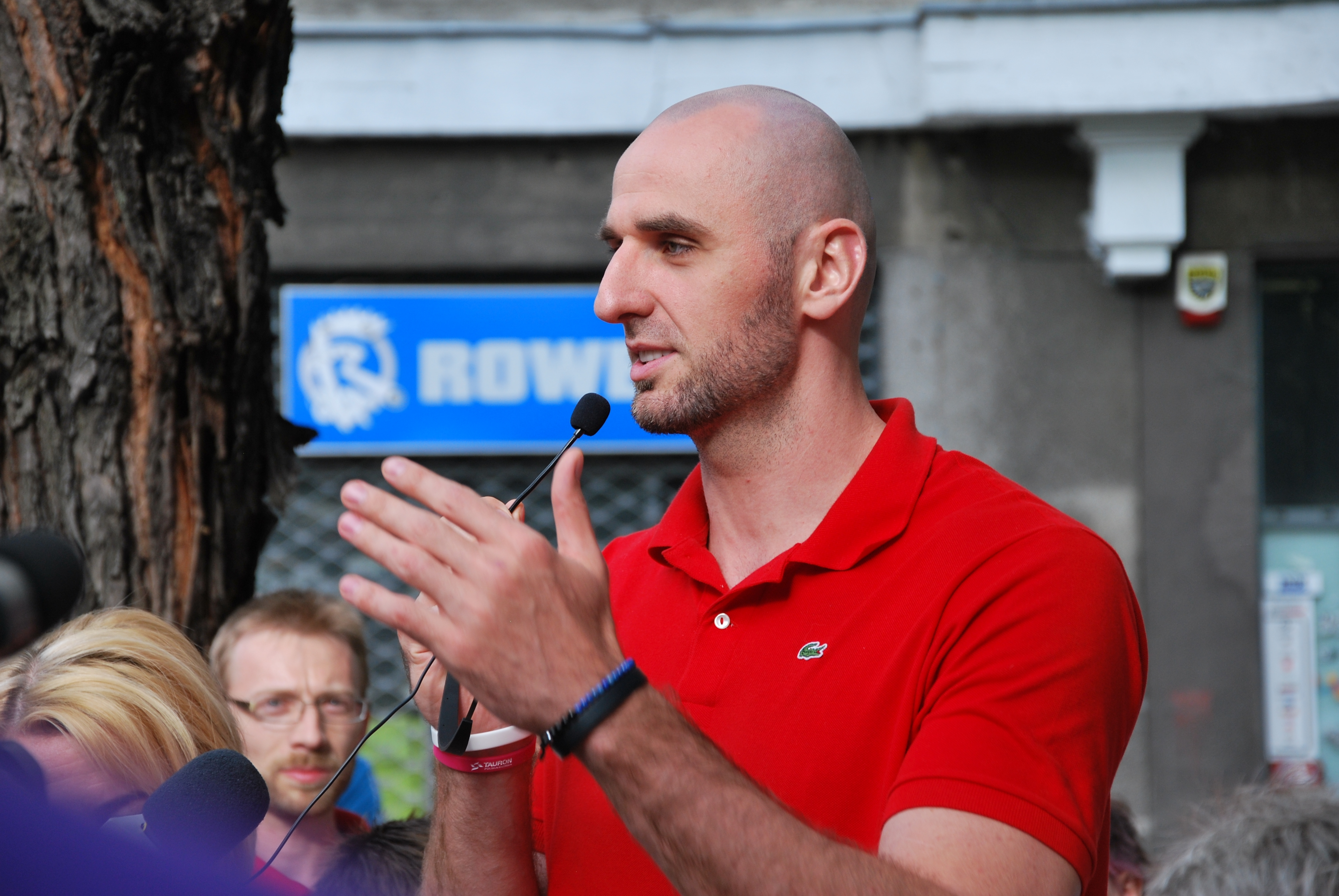
Gortat na Bałutach (2013)

Wychowywał się na łódzkich Bałutach. Jest synem boksera Janusza Gortata, urodzonego 1948, zmarł w grudniu 2023 roku. Był dwukrotnym brązowym medalistą olimpijskim z 1972 i 1976. Jego matka Alicja Gortat była wielokrotną reprezentantki Polski w siatkówce. Urodziła się w 1948. Umarła 13 lipca 2025 roku. Dwukrotna mistrzyni Polski. W 2023 roku przeszła udar, po którym nigdy nie odzyskała pełnej sprawności. Potrzebowała całodobowej opieki, którą z oddaniem zapewniali jej synowie. Jej stan zdrowia znacznie się pogorszył po nieszczęśliwym wypadku, do którego doszło podczas rehabilitacji. W nocy pani Alicja upadła, gdy uszkodzony chodzik zawiódł i się pod nią złamał. Skończyło się to urazem biodra. Po rozwodzie rodziców mieszkał z matką. Od strony ojca ma przyrodniego brata Roberta i siostrę Małgorzatę.
W młodości pasjonował się piłką nożną. W czwartej klasie szkoły średniej (technikum mechaniczne) zrezygnował z dalszej edukacji i wyjechał do Kolonii na pierwszy kontrakt. Jest zadeklarowanym katolikiem i twierdzi, że „wiara w Boga pozwala mu być prawym człowiekiem”. Ma liberalne poglądy polityczne. Zna trzy języki obce: angielski, niemiecki i serbski. W 2017 został Honorowym Obywatelem Miasta Łodzi.
Spotykał się z aktorką Alicją Bachledą-Curuś. W 2019 związał się z politolożką Żanetą Stanisławską, z którą ożenił się  wiosną 2021. Jest ojczymem dla córki żony z jej poprzedniego małżeństwa.
Od 2022 posiada obywatelstwo amerykańskie.

### Pozostała działalność
Był członkiem honorowego komitetu poparcia Bronisława Komorowskiego przed wyborami prezydenckimi w Polsce w 2015. Brał udział m.in. w: kampanii społecznej przeciwko dopalaczom „Tylko słabi gracze biorą dopalacze”, kampanii „Pij mleko! Będziesz wielki”, reklamie drogerii Rossmann oraz sieci Play.
W 2017 nakładem Wydawnictwa WAM ukazała się książka Katarzyny Olubińskiej Bóg w wielkim mieście będąca zbiorem wywiadów, m.in. z Marcinem Gortatem.
W 2024 wspomógł finansowo klub Pogoń Prudnik, którego hala „Obuwnik” w Prudniku została zniszczona przez powódź.

## Osiągnięcia
Na podstawie, o ile nie zaznaczono inaczej.
NBA
- Wicemistrzostwo NBA (2009)
- Wybór w drafcie NBA (w 2005 z numerem 57.)
- Trzeci Polak, który zagrał w NBA (po Lampem i Trybańskim)
- Zawodnik tygodnia Konferencji Wschodniej NBA (28.12.2015)[40]
- Pierwszy Polak, który:
  - zagrał w play-off NBA
  - osiągnął double-double w NBA
  - rozpoczął mecz NBA w składzie podstawowym swojego zespołu
- Pierwszy Polak, którego drużyna:
  - wygrała finał konferencji NBA
  - zagrała w finale NBA
- Lider play-off NBA w skuteczności rzutów z gry (2009)[41]

Drużynowe
- Mistrzostwo Niemiec (2006)
- Puchar Niemiec (2004, 2005, 2007)
- Uczestnik rozgrywek:
  - Euroligi (2006/2007 – 8. miejsce w grupie A)
  - Eurocup (2003/2004 – TOP 16, 2004/2005 – TOP 16)

Indywidualne
- Laureat Złotych Koszy w kategorii: Koszykarska Osobowość Roku (2009)[42]

Reprezentacja
- Uczestnik:
  - Eurobasketu (2009 – 9. miejsce, 2013 – 21. miejsce, 2015 – 11. miejsce)
  - kwalifikacji do Eurobasketu:
    - 2005, 2011, 2013
    - U–20 (2004)
- Lider Eurobasketu w zbiórkach (2009)

## Odznaczenia i wyróżnienia
- Krzyż Oficerski Orderu Odrodzenia Polski – 2018[43][44][45]
- Złoty Medal „Za zasługi dla obronności kraju”  – 2012[46]
- Order Uśmiechu – 2017[47]
- Medal Świętego Brata Alberta – 2017[48]
- laureat X edycji konkursu Wybitny Polak – 2019[49]

## Statystyki

### NBA
Na podstawie Basketball-Reference.com (ang.)

#### Sezon regularny
| Sezon   | Drużyna       | M   | S5  | MPG  | FG%   | 3P%    | FT%   | RPG  | APG | SPG | BPG | PPG  |
| ------- | ------------- | --- | --- | ---- | ----- | ------ | ----- | ---- | --- | --- | --- | ---- |
| 2007/08 | Orlando       | 6   | 0   | 6,8  | 47,1% | –      | 66,7% | 2,7  | 0,3 | 0,2 | 0,2 | 3,0  |
| 2008/09 | Orlando       | 63  | 3   | 12,6 | 56,7% | 100,0% | 57,8% | 4,5  | 0,2 | 0,3 | 0,8 | 3,8  |
| 2009/10 | Orlando       | 81  | 0   | 13,4 | 53,3% | 0,0%   | 68,0% | 4,2  | 0,2 | 0,2 | 0,9 | 3,6  |
| 2010/11 | Orlando       | 25  | 2   | 15,8 | 54,3% | –      | 66,7% | 4,7  | 0,7 | 0,3 | 0,8 | 4,0  |
| 2010/11 | Phoenix       | 55  | 12  | 29,7 | 56,3% | 25,0%  | 73,1% | 9,3  | 1,0 | 0,5 | 1,3 | 13,0 |
| 2011/12 | Phoenix       | 66  | 66  | 32,0 | 55,5% | 0,0%   | 64,9% | 10,0 | 0,9 | 0,7 | 1,5 | 15,4 |
| 2012/13 | Phoenix       | 61  | 61  | 30,8 | 52,1% | 0,0%   | 65,2% | 8,5  | 1,2 | 0,7 | 1,6 | 11,1 |
| 2013/14 | Washington    | 81  | 80  | 32,8 | 54,2% | 100,0% | 68,6% | 9,5  | 1,7 | 0,5 | 1,5 | 13,2 |
| 2014/15 | Washington    | 82  | 82  | 29,9 | 56,6% | 0,0%   | 70,3% | 8,7  | 1,2 | 0,6 | 1,3 | 12,2 |
| 2015/16 | Washington    | 75  | 74  | 30,1 | 56,7% | 0,0%   | 70,5% | 9,9  | 1,4 | 0,6 | 1,3 | 13,5 |
| 2016/17 | Washington    | 82  | 82  | 31,2 | 57,9% | 0,0%   | 64,8% | 10,3 | 1,5 | 0,5 | 0,7 | 10,8 |
| 2017/18 | Washington    | 82  | 82  | 25,3 | 51,8% | –      | 67,5% | 7,6  | 1,8 | 0,5 | 0,7 | 8,4  |
| 2018/19 | L.A. Clippers | 47  | 43  | 16,0 | 53,2% | –      | 72,9% | 5,6  | 1,4 | 0,1 | 0,5 | 5,0  |
| Razem   |               | 806 | 587 | 25,7 | 55,1% | 15,0%  | 68,0  | 7,9  | 1,1 | 0,5 | 1,1 | 9,9  |

#### Play-offy
| Sezon | Drużyna    | M  | S5 | MPG  | FG%   | 3P% | FT%   | RPG  | APG | SPG | BPG | PPG  |
| ----- | ---------- | -- | -- | ---- | ----- | --- | ----- | ---- | --- | --- | --- | ---- |
| 2008  | Orlando    | 8  | 0  | 6,0  | 83,3% | –   | –     | 1,0  | 0,0 | 0,0 | 0,5 | 1,3  |
| 2009  | Orlando    | 24 | 1  | 11,3 | 65,4% | –   | 62,5% | 3,2  | 0,1 | 0,4 | 0,6 | 3,3  |
| 2010  | Orlando    | 14 | 0  | 15,1 | 65,4% | –   | 72,7% | 4,4  | 0,6 | 0,2 | 0,3 | 3,0  |
| 2014  | Washington | 11 | 11 | 34,7 | 49,2% | –   | 65,9% | 9,9  | 1,5 | 0,5 | 1,3 | 13,0 |
| 2015  | Washington | 10 | 10 | 30,7 | 62,8% | –   | 66,7% | 8,8  | 2,2 | 0,6 | 1,1 | 12,4 |
| 2017  | Washington | 13 | 13 | 31,5 | 50,5% | –   | 61,1% | 11,0 | 1,8 | 0,4 | 1,5 | 8,1  |
| 2018  | Washington | 6  | 6  | 26,7 | 55,8% | –   | 57,1% | 6,3  | 1,0 | 0,0 | 0,3 | 8,7  |
| Razem |            | 86 | 41 | 20,8 | 56,4% | –   | 65,0% | 6,1  | 0,9 | 0,3 | 0,8 | 6,4  |

## Rekordy kariery (NBA)
| Punkty                | 31 (2 razy) przeciwko Toronto Raptors przeciwko Indiana Pacers (play-off) |
| Rzuty z gry (celne)   | 13 przeciwko Charlotte Bobcats                                            |
| Rzuty z gry (ogólnie) | 23 przeciwko Toronto Raptors                                              |
| Rzuty za „3” (celne)  | 1 (3 razy)                                                                |
| Rzuty za „3"(ogólnie) | 2 przeciwko Dallas Mavericks                                              |
| Celne rzuty wolne     | 11 przeciwko New Orleans Hornets                                          |
| Oddane rzuty wolne    | 14 przeciwko New Orleans Hornets                                          |
| Zbiórki ofensywne     | 9 przeciwko Miami Heat                                                    |
| Zbiórki defensywne    | 16 przeciwko Boston Celtics                                               |
| Zbiórki               | 20 przeciwko Philadelphia 76ers                                           |
| Asysty                | 7 przeciwko Toronto Raptors                                               |
| Przechwyty            | 4 przeciwko Oklahoma City Thunder                                         |
| Bloki                 | 7 przeciwko Charlotte Bobcats                                             |
| Minut na boisku       | 53 przeciwko Los Angeles Lakers                                           |